# Paul Damance

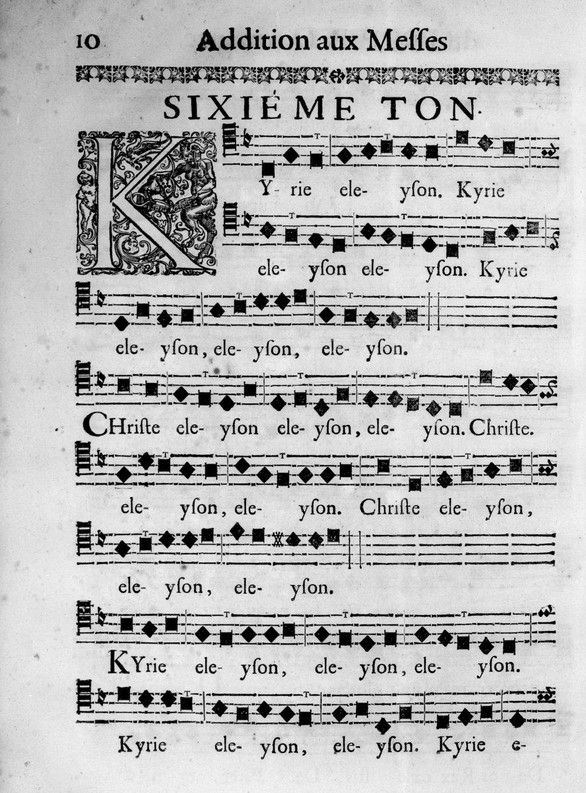
Kyrie aus einer Messe von Damance (Paris 1707)

Paul Damance OSST (auch: Paul d’Amance; * um 1650 in Lisieux; † um 1700 ebenda) war ein französischer Organist und Komponist.
Paul Damance war Geistlicher in einem Frauenkloster des Trinitarierordens, zudem Organist eines Klosters des gleichen Ordens, in seiner Heimatstadt Lisieux.
Von Damance sind nur einige Messen im gregorianischen Stil, (plain-chant) erhalten, die Ordensgeistlichen in den Abteien von Chelles und Fontevrault gewidmet sind, was seine Verbundenheit zu diesen Abteien verdeutlicht. In den Jahren 1701 und 1707 veröffentlichte Christophe Ballard mehrere Messen Damances, mit veränderten Titeln.